# Graham Greene
Henry Graham Greene (2. října 1904 Berkhamsted, hrabství Hertfordshire – 3. dubna 1991 Vevey) byl významný britský romanopisec 20. století. Psal také povídky, eseje, divadelní hry, scénáře, literární a filmové kritiky. Nějaký čas pracoval jako novinář a po určitou dobu byl dokonce zaměstnancem ministerstva zahraničí a agentem britské tajné služby. Jeho příběhy kombinují epiku s morálními a náboženskými otázkami z neortodoxně katolické perspektivy. Témata jeho děl mají společného jmenovatele v hlubokém, věčně pochybujícím, především však v osvobozujícím básnickém pohledu na člověka z hlediska spisovatelova základního atributu lidství – svědomí.

## Životopis
Narodil se 2. října 1904 v anglickém Berkhamstedu v rodině ředitele prestižní internátní střední školy jako čtvrté ze šesti dětí.

### Dětství a mládí
Jako dítě dával přednost samotě a četbě knih, především dobrodružných příběhů. Byl nesmělý a jakožto syn ředitele školy byl svými spolužáky instinktivně považován za zrádce, čímž velmi trpěl. Byl velmi frustrován citovou nepřístupností svých rodičů, především otce, a v širším okruhu rodiny přilnul pouze k jednomu ze svých strýců. V mladistvém věku byl poslán na psychiatrické léčení pro své opakované koketování se sebevraždou. Tyto zážitky popisuje později ve své autobiografii Kus života (1971). S odcizeným revolverem – vždy puzen iracionální touhou po smrti – chodil do parku za domem rodičů, kde hrál sám se sebou ruskou ruletu – roztočil bubínek zbraně s jedním nábojem v komoře, přiložil hlaveň ke spánku a zmáčkl spoušť. Ačkoli to provedl tolikrát, že pravděpodobnost „úspěchu“ byla vysoká, nikdy výstřel nevyšel. Ozvěny traumatizujícího dětství se později často objevují ve spisovatelově tvorbě, především povídkové (Twenty-One Stories, 1954). Psychoterapeut, který Greena léčil, objevil v chlapci literární talent, a když pak odešel studovat do Oxfordu na Balliol College historii, stal se přispěvatelem studentských novin Oxford Outlook a Weekly Westminster Gazette. V té době psal poezii, články a recenze. Vedl poměrně bouřlivý život, spíše než studiu se věnoval večírkům a pití. Dokonce také vstoupil do komunistické strany, ovšem spíše z recese než z přesvědčení.

### Dospělost
K výraznému zlomu v jeho životní dráze došlo po jeho seznámení s jeho budoucí manželkou, Vivien Dayrell-Browningovou v roce 1925, tedy ve stejném roce, kdy dokončil studium a vydal svou prvotinu, sbírku básní Babbling April. Byl vychován v tradiční anglikánské víře a později zmítaný nejrůznějšími filozofickými tendencemi, pod jejím vlivem konvertoval ke katolicismu. To – jak se posléze ukázalo – nebyl z hlediska jeho osobní i literární budoucnosti nijak formální krok. S Vivien se oženil v roce 1927 a měli spolu posléze dvě děti – dceru a syna. Po ukončení školy pracoval krátký čas jako novinář, postupně v Nottinghamu a londýnských Timesech, poměrně brzy však novinářské zaměstnání opouští, k čemuž ho přiměje úspěch jeho prvního románu Člověk v člověku (The Man Within) v roce 1929. Tehdy také získal smlouvu s nakladatelstvím William Heinemann, které poté vydalo většinu jeho knih. Ovšem následující dva romány, Smysl činu (The Name of the Action) a Co se šeptá po setmění (Rumour at Nightfall) nebyly příliš zdařilé a Greene se k nim později nehlásil; dokonce po určitý čas váhal, zda s psaním neskončit, ale pokusil se napsat zábavný román – Vlak do Istanbulu (Stamboul Train), kterým chtěl potěšit čtenáře a především přilákat filmaře. Román měl opravdu úspěch a brzy byl zfilmován (Twentieth Century Fox). V té době pracoval jako literární kritik pro The Spectator a začal psát recenze filmů. Jeho kritiky byly dosti nevybíravé a navíc byly o tehdy oblíbených autorech. Kvůli jeho recenzi filmu Wee Willey Winkey (1937), v níž se Greene vyjadřuje o předčasné vyspělosti devítileté herečky Shirley Temple a jisté náklonnosti hollywoodských dospělých mužů k ní, byl po prohraném soudu zrušen časopis Night And Day, ve kterém článek vyšel, a autor musel zaplatit odškodné. Dnes je Greene ovšem považován za jednoho z nejlepších filmových kritiků své doby a jeho práce tohoto druhu vyšly souborně.

### Vrcholné tvůrčí období
Na konci třicátých let začal cestovat a sbírat inspiraci pro své další knihy. Cestoval nejdříve po Evropě – Německo, Lotyšsko, Estonsko. Z cesty do Švédska vznikla kniha Jsem Angličan (The England Made Me), z dlouhého putování po liberijské džungli v roce 1935 pak Journey Without Maps. Těsně před válkou zažil při své návštěvě dozvuky protináboženského teroru během revoluce v Mexiku, o němž píše v cestopise The Lawless Road a v románu Moc a sláva (The Power and the Glory; 1938).
Na začátku druhé světové války působil jako dobrovolník protivzdušné obrany za náletů na Londýn. Z tohoto období čerpá téma románu Konec dobrodružství (The End of the Affair), který vyšel v roce 1951. V letech 1941–43 byl zaměstnán ve službách ministerstva zahraničí v Sierra Leone. Za tohoto pobytu vznikl koncept dalšího slavného Greenova románu Jádro věci (The Heart of the Matter), který vyšel v roce 1948. Práce v Africe byla ovšem jinak tak nudná, že se též bavil vymýšlením různých vylepšení plánů na získávání tajných agentů. V roce 1943 se vrátil do Londýna a sloužil v oddělení kontrarozvědky MI6. Jedním z jeho úkolů bylo hrát dvojitého agenta. Podstrkoval Němcům smyšlené plány vojenských operací, které sám vymýšlel.
Vzhledem ke Greenovu avanturistickému životnímu stylu bylo logické, že se jeho manželství nakonec rozpadlo. Sám se přesvědčil, že není ani dobrým manželem, ani otcem. Stalo se tak brzy po válce. Greene se nikdy nerozvedl, ačkoli žil postupně až do konce života s několika partnerkami.

### Období cest
V poválečném období spisovatelova cestovatelská vášeň velmi zintenzivněla. Většina z jeho cest a pobytů se poté stala inspirací, námětem nebo politickým či společenským pozadím jeho dalších děl. Pobýval v Saigonu ve Vietnamu v době Indočínské války, 1953 (román Tichý Američan), v Keni při povstání Mau Mau v roce 1956 (Vyhaslý případ). Pobýval též na Kubě (Náš člověk v Havaně), na Haiti (Komedianti), v Panamě (kniha Setkání s generálem – Getting to Know The General) o Greenově přátelství s generálem Omarem Torrijos Herrerou, panamským diktátorem) či Argentině (Honorární konzul).
Navštěvoval prakticky výhradně politicky a hospodářsky problematické země, především státy s autoritativními, diktátorskými režimy. Proto byly poté jeho knihy často označovány za politické, on sám však toto tvrzení vždy kategoricky odmítal a prohlašoval, že je apolitickým spisovatelem. To lze považovat ve smyslu ústředních témat jeho děl za pravdivé, nevyjadřuje totiž přímo nějaké politické názory, ačkoli je nepochybně měl. Zdůrazňuje pouze nutnost angažovanosti člověka a nemožnost zůstat stranou v případě vnitřního morálního konfliktu s politickým režimem, který potlačuje svobodu člověka. Zcela zásadní motivaci pro návštěvy zemí, kde na jedné straně stála bohatá oligarchie a na straně druhé bída a teror popisuje Greene sám v jedné ze svých modelových úvah: „Navštívil jsem dvě města, jedno oplývalo krásnými stavbami, lidé měli všeho dostatek, nikoho netrápily starosti o budoucnost. Poté jsem navštívil město, zničené bombardováním, kde uprostřed trosek žebrali zmrzačení lidé. Přesto jsem v něm cítil záchvěv naděje, v onom prvním jsem však necítil nic než lhostejnost. Pro naději tu nebylo místa, neboť budoucnost už je přece tady. Už nikdy se nemůže zlepšit.“ Pokusy vysvětlovat autorova díla primárně politicky byly ovšem stejně mnohokrát učiněny a to jak ve světě, tak soudobou kritikou u nás. Např. po vydání Tichého Američana, který onu morální angažovanost zmiňuje, byl u nás Greene chválen za sympatie ke komunismu, na druhé straně železné opony pak obviňován z antiamerikanismu.
Byl také členem Mezinárodního výboru na podporu Charty 77. Československo navštívil dvakrát, poprvé v roce 1948, podruhé po sovětské okupaci v roce 1969. Byl příznivcem a obdivovatelem komunistickým režimem vězněného, později exilového českého spisovatele Jana Beneše, jehož knihu povídek z vězeňského prostředí Druhý dech dokonce považoval za lepší, než Solženicynův Jeden den Ivana Denisoviče. Kromě jiného též při své návštěvě Polska pomohl k emigraci na západ jednomu místnímu hudebníkovi.

### Závěrečné období
S příchodem 60. let se Greenovy cestovatelské aktivity podstatně zmírnily. Výraznou měrou se na tom podílela jeho nová životní partnerka, o dvacet let mladší Francouzka Yvonne Cloetta, která s ním nakonec setrvala až do jeho smrti. Greene se v této době věnuje především psaní povídek – vychází mysticky surrealistický soubor Vědomí skutečnosti (A Sense of Reality, 1963) a Smíme si půjčit vašeho manžela? – a autobiografiím. V roce 1966 se odstěhoval do Antibes ve Francii, aby si mohli být se svoji partnerkou nablízku. Jakkoli jeho přesídlení mělo především osobní důvody, tamější prostředí mu bylo blízké též pro jeho lehké spříznění s generací francouzských katolických spisovatelů, která se zformovala v meziválečné době. Z této skupiny si nejvíce vážil François Mauriaca, který mu obdiv vracel, považuje jej za největšího moderního romanopisce. Již dříve pravidelně navštěvoval literární symposia ve Francii a Belgii, kde většinou exceloval a většinu svých publikovaných rozhovorů vedl právě s představiteli francouzské literárně-publicistické scény. K anglické soudobé literatuře se naopak stavěl velmi kriticky. Jak sám napsal, „anglický křesťanský román vyšel z módy s Chestertonem a definitivně skončil smrtí Henryho Jamese“.
S Yvonne se koncem sedmdesátých let přestěhovali do posledního Greenovo působiště, švýcarského města Vevey na břehu Ženevského jezera. Greene psal téměř až do své smrti, v období let 1969 až 1982 vydal pět románů, z nichž nejzdařilejšími jsou již zmíněný Honorární konzul, dále pak Doktor Fischer ze Ženevy a Monsignor Quijote, všechny však disponují zcela vytříbeným rukopisem jak po stránce obsahové, tak formální. V posledních letech života se Greene vracel k dříve nezpracovaným tématům, umělecký výsledek jeho snažení je však již velmi poznamenán stářím (Kapitán a nepřítel). V roce 1989 onemocněl leukémií a dva roky na to zemřel. Pohřben je u Ženevského jezera.

## Význačná ocenění
- Roku 1966 byl jmenován členem královského Řádu společníků cti. (CH - Order of the Companions of Honour).[2]
- Roku 1969 jmenován ve Francii rytířem Řád čestné legie.[3]
- V roce 1981 získal Cenu Jeruzaléma, udělovanou za dílo, které vyjadřuje a podporuje myšlenku "svobody jednotlivce ve společnosti".[4]
- Roku 1982 mu byl udělen francouzský Řád umění a literatury (Ordre des Arts et des Lettres) ve stupni komandér.[5]
- Roku 1983 obdržel čestný titul Společník literatury (Companion of Literature), nejvyšší vyznamenání  Královské literární společnosti (Royal Society of Literature – RSL). Počet nositelů je omezen na 12.[6]
- Roku 1986 byl jmenován členem Řádu Za zásluhy (OM - Order of Merit). Počet žijících členů tohoto řádu je omezen na 24 a jedná se o zcela nepolitické královské vyznamenání, které na rozdíl od šlechtictví nenavrhuje vláda.[3]

## Dílo
Dílo Grahama Greena je velmi rozsáhlé. Anglická vydání obsahují 26 románů, kolem 15 povídkových souborů (počítaje v to i kompilace), kolekce divadelních her a filmových scénářů, rozsáhlou sbírku esejů a kritik, soubory novinářských článků a jednu básnickou sbírku. O spisovateli bylo v angličtině napsáno a vydáno více než 20 biografických děl různých autorů.

### Charakteristika
Greenovy příběhy jsou typické více rovinami, obsahujíce často dobrodružná, detektivní či politická témata na svém povrchu, dominují však filozofická a mravní, potažmo náboženská dilemata v konfrontaci osobní, hluboce lidské a praktické sféry vnitřního světa postav se suchostí, akademičností a neživotností teorie či přísného dogmatu. Příběh může stát sám o sobě coby román či povídka, přesto však (a to je autorovou specialitou) vždy jakoby mezi řádky řeší problémy epiku daleko přesahující. Svrchní děj příběhu i jeho lokalizace je tedy jen jevištěm k ústřední hře, kterou je psychologické drama jedince. Graham Greene sám rozděloval své knihy na tzv. „vážné“ a „entertainments“ (zábavné), avšak jen u málokterých z nich bychom nenalezli onen základní činitel, tedy již zmíněný vnitřní pohled. Touto, zcela originální technikou psaní dospěl do pozice autora, jehož zásadním pohledem je pohled neortodoxního katolíka na mravní podstatu chování svých hrdinů, kde polemizuje s církevním dogmatem, stavěje se jednoznačně za institut lidské vědomí přesahující spravedlnosti a milosrdenství (ilustrativním se v tomto smyslu jeví motto (a v jeho duchu vedený obsah) vynikajícího románu Brightonský špalek: „Between the stirrup and the ground, he mercy asked and mercy found“, tedy „Už v pádu, nohou ještě v třmeni, prosil a došel odpuštění“). Greenovým prostředím, je prostředí zoufalství a opuštěnosti lidského jedince, prostředí suicidálních tendencí a paradoxů křesťanské víry. Greene pohrdá okázalou svatostí stejně jako ignorancí, promlouvaje např. ústy hlavního aktéra jedné z jeho povídek „schopnost sebeklamu a bezbřehého optimismu mne naplňuje větším zoufalstvím, než beznaděj“. Jeho postavy jsou váhající, věčně pochybující bytosti, často trýzněné úzkostí a plné strachu, někdy vyvržené nebo pokryteckou společností odsouzené jako amorální či zbabělé (paralela s Dostojevským se nabízí). Jejich skutečná tvář je skryta a zjevuje se nám prismatem autorova pohledu do jejich duše a jejich vnitřnímu vztahu k Bohu. Jak uvedla ve své práci o autorovi německá spisovatelka Gertrud von Le Fort, „Greenovo dílo je překvapujícím ještě v širším měřítku, protože k tomuto výkladu nedochází na poli teologickém či morálně teologickém, ale postihuje vlastní jádro této obtížné problematiky, která (alespoň pro katolíka) tkví ve vztahu mezi básnictvím a teologií.“

### Autor v. kritika a instituce
Greenův pohled je logicky vzdálen materialistickému chápání člověka, proto jen těžko mohl dojít ocenění u kritiků, neorientujících se v „osidlech“ víry. Proto bývá označován jednou za realistu, jindy zase za „posledního existencialistu“. Akademická kritika mu také dokonce vyčetla přílišnou jednoduchost jeho postav, což může být důsledkem jeho metody, kdy lze čtenářem dobře vidět jen příběh sám o sobě a je jen na respondentovi, zda je ochoten či schopen nechat se vtáhnout do jeho vnitřní podstaty. Ve skutečnosti se právě v tomto způsobu práce skrývá Greenovo kouzlo a originalita. Greene sám v jednom rozhovoru komentuje svůj postoj ke kritikům, když na otázku „Co říkají vašim dílům Vaši kritici, kteří nejsou věřícími?“, odpověděl: „Nejsou otřeseni, neprojevují žádné pohnutí, jsou indiferentní, a to i ti nejinteligentnější – obávám se, že jsou křesťanskému pohledu na člověka vzdáleni natolik, že do něj nemohou proniknout“. Na druhou stranu katolická kritika mu rovněž nebyla někdy příliš nakloněna, např. román „Honorární konzul“ byl označen za směsici starověkého manicheismu a deformovaného novotomismu Pierra Teilharda de Chardin. Greene ovšem nebyl nikdy suchým filozofem, jeho postavy jsou z masa a kostí a čelí rozličným životním příběhům, na které lze jen stěží naroubovat nějakou teorii. Není bez zajímavosti a tedy ani s podivem, že Greene měl velké problémy s katolickými institucemi a jeho román Moc a sláva měl být dokonce v roce 1953 zakázán. Jen díky ochranné ruce, kterou nad ním držel londýnský kardinál Newman, se tak nakonec nestalo (ve své knize „Úniky“ se však autor zmiňuje, že institucionálně kniha zakázána být neměla – šlo snad o ojedinělý názor jednoho biskupa, papež byl opačného názoru. Dokonce se v knize dá najít doklad, že papež Greenovy knihy četl – nikoliv z moci úřadu, ale pro potěšení).
Jeho postoj je v tomto směru demonstrován slovy, které vkládá do úst jedné ze svých postav v románu Jádro věci: „Církev zná všechna pravidla, ale neví, co se děje v jediném lidském srdci.“ Ačkoli byl označován za katolického spisovatele, vždy vehementně oponoval: „Nejsem katolický spisovatel, jsem jen spisovatel, který je současně katolíkem.“ Několikrát byl navržen na Nobelovu cenu, nikdy ji však nezískal.

### Filmová zpracování děl
Většina jeho románů byla zfilmována, autor sám však postupně téměř všechny snímky odsoudil[zdroj⁠?!] jako povrchní, zjednodušující a zavádějící, ačkoli se zprvu k filmovým adaptacím svých prací stavěl více než pozitivně a např. Třetí muž, k němuž napsal scénář spolu s Carolem Reedem, vyhrál první cenu na festivalu v Cannes v roce 1949. Svoje znechucení z filmových podob své tvorby dává nepřímo najevo ve svých románech (např. Konec dobrodružství či Tichý Američan) a vyjadřuje se k nim i přímo se sobě vlastním sarkasmem v autobiografických textech (nejvíce jej popudila hollywoodská verze Moci a slávy, kterou prohlásil za kýč).

## Přehled titulů
Některé knihy vyšly česky několikrát a pod různými názvy, jiné nevyšly vůbec. (Pozn.: na prvním místě v přehledu uvedený český název označuje práci, která v Česku vyšla.) Jedním z potvrzení výše uvedených konstatování o nepochopení jeho díla některými kritiky je i fakt, že jeho filozoficky závažné knihy vycházely u nás překvapivě i v době totalitního režimu, který – jakkoli jinak velmi citlivý na jakékoli náznaky (a jakkoli cenzurně do děl zasahoval) – v nich nenašel známky ideologického nebezpečí ve sděleních, která lze považovat za zásadní. Soubor jeho esejů, literárních a filmových kritik (Collected Essays, 1969) však nebyl doposud vydán. Torzo z nich se k českému čtenáři dostalo v roce 1970 (Paradox křesťanství).

### Poezie
- Babbling April, 1925

### Romány
- Člověk v člověku (The Man Within), 1929, zfilmováno 1947
- Smysl činu (The Name of Action), 1930
- Co se šeptá po setmění (Rumour at Nightfall), 1931
- Vlak do Istanbulu (Stamboul Train), 1932, zfilmováno 1933
- It's a Battlefield, 1934
- Jsem Angličan (England Made Me), 1935, zfilmováno 1972
- Revolver na prodej (A Gun For Sale), 1936, zfilmováno 1942
- Brightonský špalek (Brighton Rock) – dříve přeloženo jako Černý chlapec; 1938, zfilmováno 1947 a 2010
- Moc a sláva (The Power and the Glory), 1940
- Tajný kurýr (The Confidential Agent), 1939, zfilmováno 1945
- Ministerstvo strachu (The Ministry of Fear), 1943, zfilmováno 1944
  - v roce 1991 zpracováno v Československém rozhlasu jako třídílná dramatizace. Přeložil Jiří Valja. Dramatizace Josef Hlavnička. Dramaturg Jan Kolář a Hynek Pekárek. Režie Jan Berger. Osoby a obsazení: vypravěč-průvodce (Rudolf Kvíz), Artur Rowe (Radoslav Brzobohatý), Anna (Hana Maciuchová), Willi (Lukáš Hlavica), Rennit (Ilja Prachař), Bellairsová (Nelly Gaierová), dr. Forrester (Jiří Adamíra), Purvisová (Antonie Hegerlíková), Neznámý (Boris Rösner), úředník (Milan Mach), pokladník (Jiří Plachý), duchovní (Rudolf Pellar), matka (Zora Jiráková), Cost (Svatopluk Beneš), sekretářka (Luďa Marešová), společnice (Daniela Bartáková) a další.[7]
- Jádro věci (The Heart of the Matter), 1948, zfilmováno 1953
- The Third Man, 1949, zfilmováno 1949
- Konec dobrodružství (The End of the Affair), 1951, zfilmováno 1955 a 1999
- Tichý Američan (The Quiet American), 1955, zfilmováno 1958 a 2002
- Poražený bere vše (Loser Takes All), 1955, zfilmováno 1956
- Náš člověk v Havaně (Our Man in Havana), 1958, zfilmováno 1961
- Vyhaslý případ (A Burnt Out-Case), 1961
- Komedianti (The Comedians), 1966, zfilmováno 1967
- Cesty s tetičkou (Travels With My Aunt), 1969, zfilmováno 1972
- Honorární konzul (The Honorary Consul), 1973, zfilmováno 1983
- Lidský faktor (The Human Factor), 1978, zfilmováno 1979
  - 1993: překlad a osmidílná dramatizace pro Český rozhlas: Josef Hlavnička, osoby a obsazení: Maurice Castle, pracovník britské tajné zpravodajské služby (Jiří Adamíra), Sára, jeho žena (Hana Maciuchová), Davis, jeho podřízený (Jan Novotný), Sir John Hargreaves, šéf zpravodajské služby (Vladimír Ráž), Doktor Percival, lékař ve zpravodajské službě (Luděk Munzar), Daintry, plukovník (Ladislav Frej), Lady Hargreavesová (Jaroslava Adamová), Tomlinson, brigádní generál (Miloš Hlavica), Cynthie, sekretářka (Veronika Freimanová), Barker, lékař Castleovy rodiny (Pavel Rímský), Vypravěč (Jiří Hromada); hudba: Emil Viklický, režie: Jan Berger.
- Doktor Fischer ze Ženevy aneb Večírek s třaskavinou (Dr. Fisher of Geneva or The Bomb Party), 1980
- Monsignor Quijote (Monsignor Quixote), 1982, zfilmováno
- Desátý muž (The Tenth Man), 1985
- Kapitán a nepřítel (The Captain and the Enemy), 1988

### Soubory povídek
- Suterén / Kosa na kámen (Twenty-One Stories), 1954
- Vědomí skutečnosti (A Sense of Reality), 1963
- Smíme si půjčit vašeho manžela? (May We Borrow Your Husband? and Other Comedies of the Sexual Life), 1967
- The Portable Graham Greene, 1973
- The Last Word And Other Stories, 1990
- The End of the Party, 1992
- Complete Short Stories – kompilace všech Greenových povídek, 2005

### Hry a scénáře
- The New Britain, 1940
- The Fallen Idol, 1948 (s Lesley Stormem a Williamem Templetonem)
- Třetí muž (The Third Man), 1949, (s Carolem Reedem)
- The Living Room, 1953
- The Stranger's Hand, 1954 (s Guyem Elmesem and Giorgioem Bassanim)
- The Potting Shed, 1957 (v češtině jako Skleník, zpracováno v roce 2012 do podoby rozhlasové hry)
- The Complaisant Lover, 1959
- Carving A Statue, 1964
- Alas, Poor Maling, 1975
- The Return of A.J.Raffles, 1975
- The Great Jowett, 1980
- Yes and No, 1983
- For Whom the Bell Chimes, 1983

Hry vyšly v knižním kompletu jako Collected Plays v roce 2002.

### Eseje
- Collected essays, 1969
- Paradox křesťanství; český výběr esejí, rozhovorů a literárních kritik; nakladatelství Vyšehrad, 1970 (vybral a sestavil dr. Jiří Munzar)

### Cestopisy
- Journey Without Maps, 1936 (Libérie)
- The Lawless Roads („Cesty bezpráví“), 1939 (Mexiko)
- In Search of a Character: Two African Journals, 1961 (Kongo, Sierra Leone)

### Autobiografie
- Kus života (A Sort of Life), 1971
- Úniky (Ways of Escape), 1980; česky v nakladatelství Kalich, 2006
- Můj svět – Deník snů (A World of My Own), 1992

### Soubory novinových článků
- Articles of Faith: The Collected Tablet Journalism of Graham Greene, 1936–37

### Knihy o autorovi
O Greenovi byla napsána celá řada knih. Za všechny je nutno uvést rozsáhlou třísvazkovou biografii profesora Normana Sherryho The Life of Graham Greene, volume I–III. Jedinou obsáhlejší původní českou prací je kniha anglisty a překladatele Jana Čulíka (1925–1995) Graham Greene: Básník trapnosti, ve druhém vydání z roku 2002 pod nakladatelovým názvem Graham Greene: Dílo a život.